# Anochetus armstrongi
Anochetus armstrongi es una especie de hormiga carnívora del género Anochetus, categorizada en la tribu Ponerini, de la subfamilia Ponerinae. Fue descrita por McAreavey en 1949.

## Distribución
Se distribuye por Oceanía: Australia.

## Hábitat
Habita en llanuras, pastos, bosques arenosos y de sabanas, en matorrales, debajo de piedras y de estiércol de vaca, en nidos y montículos. Se ha encontrado a elevaciones de 75 hasta 914 m s. n. m.